# Eusterinx inaspicua
Eusterinx inaspicua là một loài tò vò trong họ Ichneumonidae.